# Vivian Hösch
Vivian Hösch (* 18. März 1991) in Freiburg im Breisgau ist eine sehbehinderte deutsche Behindertensportlerin im Bereich des nordischen Skisports und im Biathlon.

## Leben
Hösch besuchte das Berthold-Gymnasium in Freiburg und erwarb dort ihr Abitur. Ab September 2010 machte sie ihre Ausbildung als Verwaltungsfachangestellte bei der Stadt Freiburg. Dort arbeitete sie bis 2018.

## Karriere
Hösch, die von Geburt an blind ist, sammelte erste internationale Erfolge im Weltcup in der Saison 2011/12, in der sie beim Saisonfinale in Vuokatti mit Rang vier im Biathlon über 12,5 km nur knapp am Podest vorbeilief. Beim Weltcup in Cable 2013 gewann sie über 5 km ihr erstes Weltcuprennen. Beim Weltcupfinale in Sotschi 2014 gelang ihr mit dem 3. Platz im Biathlonsprint über 6 km in der Skatingtechnik eine erneute Platzierung auf dem Podium. Bei ihren ersten Winter-Paralympics 2014 an gleicher Stelle landete sie im Skilanglauf über 5 km auf Rang sechs und im Biathlon über 6 km auf Rang fünf.

## Auszeichnungen
- 2011: Sportlerin des Jahres der Stadt Freiburg[4]